# Piula d'esperons de gorja rosada
La piula d'esperons de gorja rosada (Macronyx ameliae) és un ocell de la família dels motacíl·lids (Motacillidae).

## Hàbitat i distribució
habita zones de praderies sw l'oest i sud de Kenya i nord de Tanzània, també al centre, nord-est i sud d'Angola, extrem nord-est de Namíbia, sud-est de la República del Congo i sud-oest de Tanzània, cap al sud, a través de Malawi, Zàmbia, nord de Botswana i Zimbabwe fins oest i centre de Moçambic i l'est de Sud-àfrica.